# استین‌پلاتس
استین‌پلاتس (به هلندی: Steenplaats) یک منطقهٔ مسکونی در هلند است که در استرین واقع شده‌است.